# Metaxymorpha imitator
Metaxymorpha imitator es una especie de escarabajo del género Metaxymorpha, familia Buprestidae. Fue descrita científicamente por Neef de Sainval en 1994.